# Lista de singles número um na Gaon Digital Chart em 2013
Esta é uma lista de canções que atingiram o número um da tabela musical Gaon Digital Chart em 2013. A lista é publicada pela Gaon Music Chart em periodicidade semanal (com dados coletados de domingo a sábado), mensal e anual. A lista refere-se a um gráfico que classifica as canções com o melhor desempenho na Coreia do Sul. Os dados são coletados pela Korea Music Content Association.
Abaixo estão listados os singles que alcançaram as melhores posições nas paradas semanais e mensais do ano vigente:

## Histórico semanal

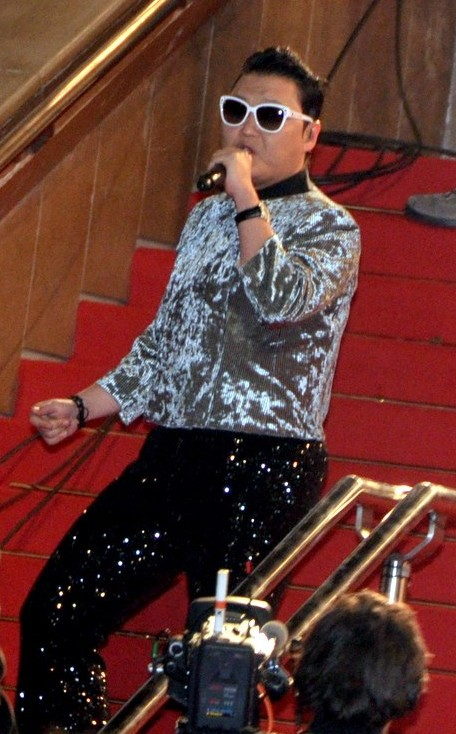
Psy obteve a canção de melhor desempenho do ano com "Gentleman".

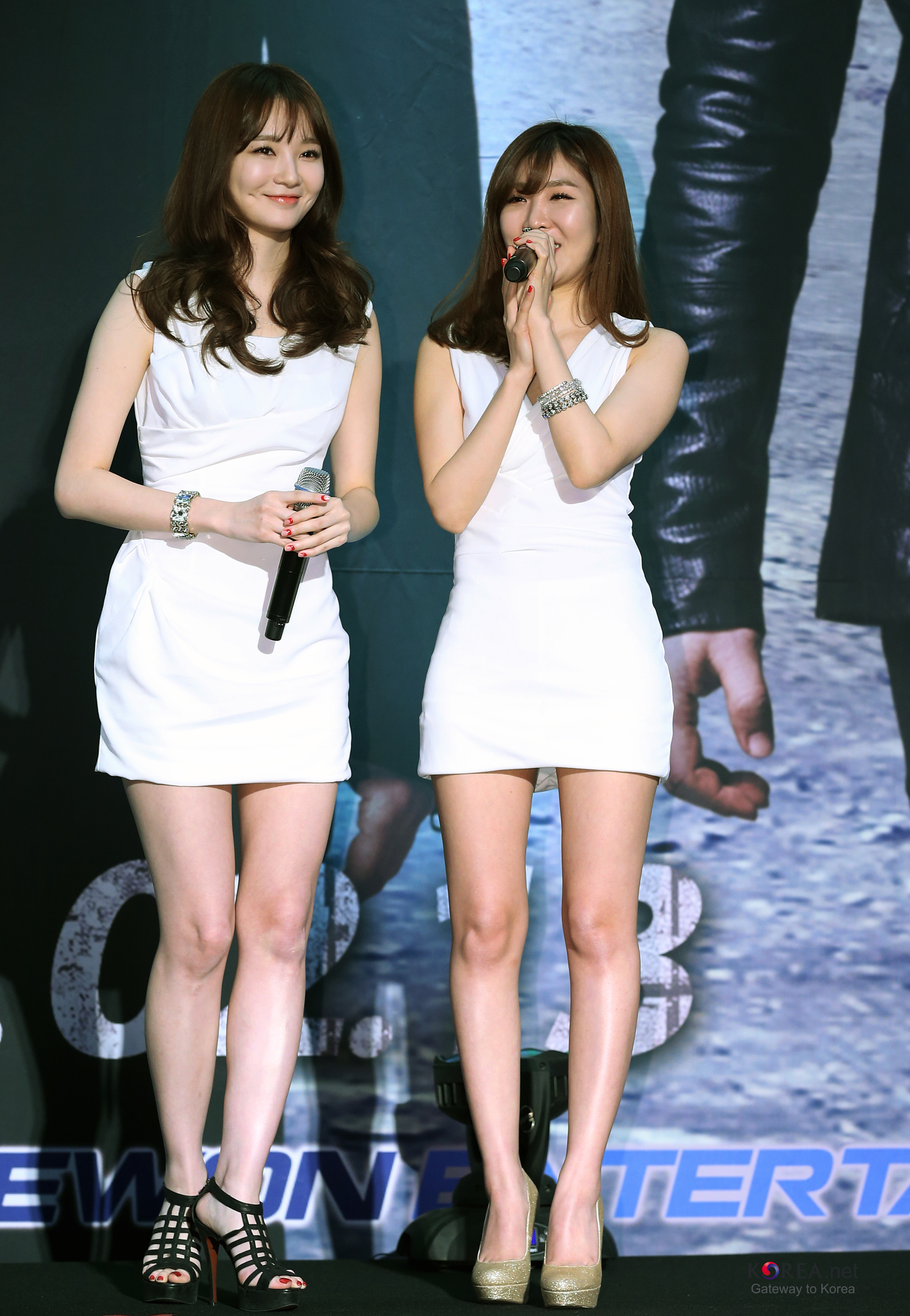
Duo Davichi conquistou três singles número um com "Turtle", "The Letter" e "Be Warmed".

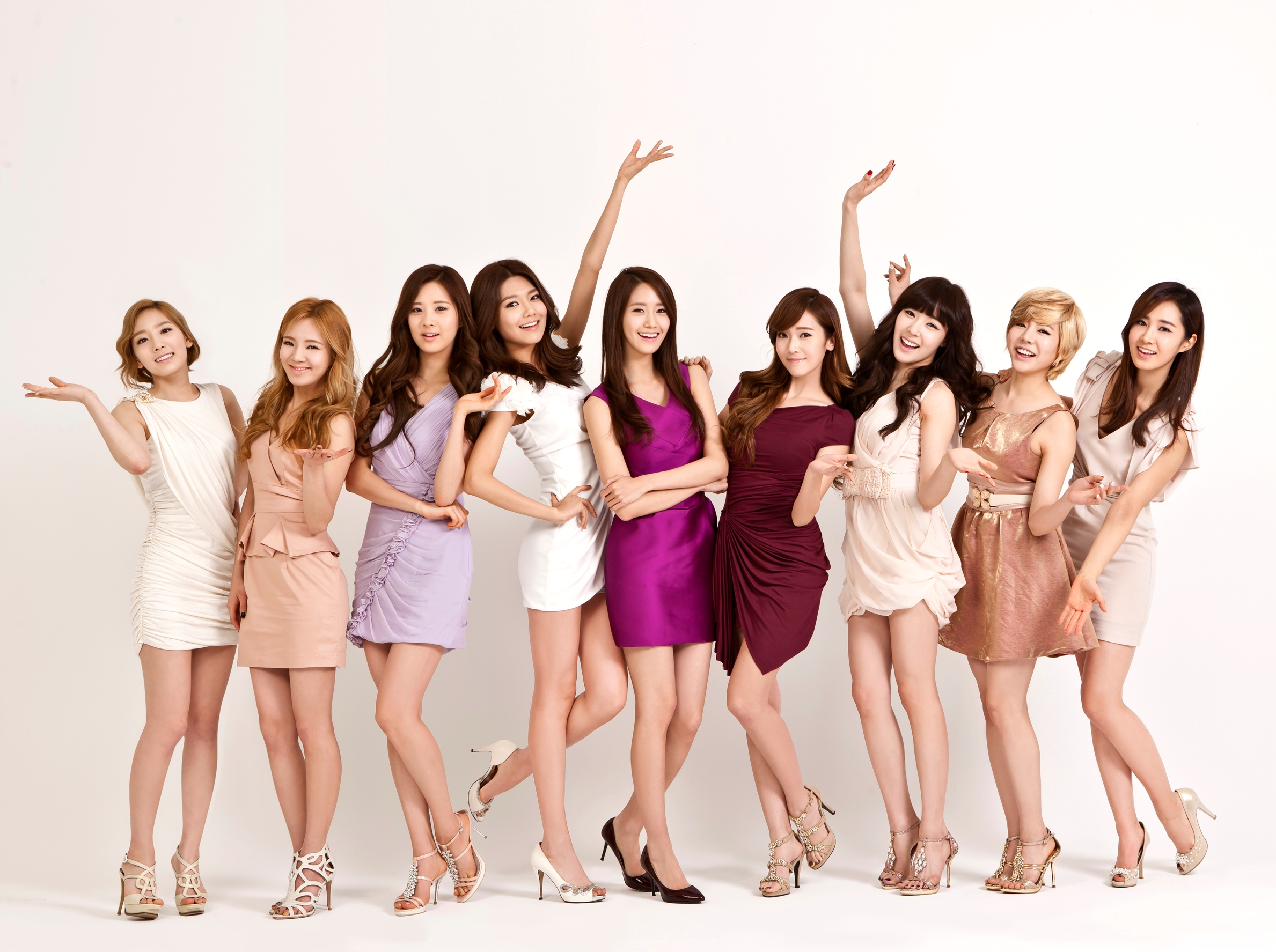
"I Got a Boy" do Girls' Generation' obteve a melhor performance de janeiro.

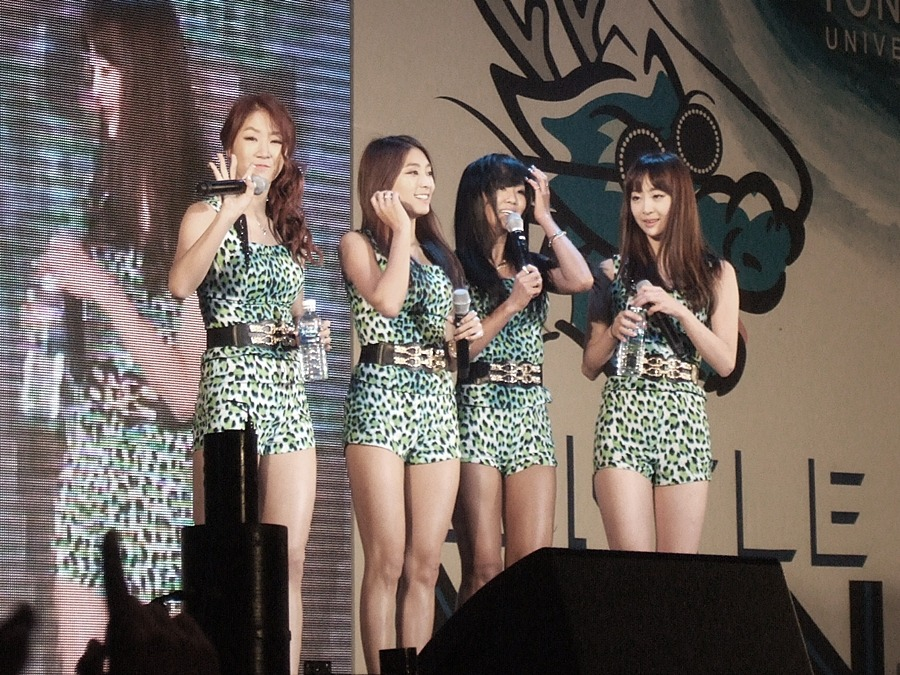
"Give It to Me" do Sistar liderou a tabela por 2 semanas. Sua subunidade Sistar19, também passou 2 semanas em número um com "Gone Not Around Any Longer".

| † | Indica o single de melhor desempenho de 2013 |

| Semana de       | Canção                                       | Artista(s)                                                      | Total de downloads |
| --------------- | -------------------------------------------- | --------------------------------------------------------------- | ------------------ |
| 5 de janeiro    | "I Got a Boy"                                | Girls' Generation                                               | 319,824            |
| 12 de janeiro   | "Gangbuk Cool Guy" (강북멋쟁이)              | Jung Hyung-don                                                  | 386,986            |
| 19 de janeiro   | "Shower of Tears" (눈물샤워)                 | Baechigi com participação de Ailee                              | 336,159            |
| 26 de janeiro   | "Shower of Tears" (눈물샤워)                 | Baechigi com participação de Ailee                              | 266,949            |
| 2 de fevereiro  | "Tears" (눈물)                               | Leessang com participação de Yoojin de The SeeYa                | 359,130            |
| 9 de fevereiro  | "Gone Not Around Any Longer" (있다 없으니까) | Sistar19                                                        | 317,949            |
| 16 de fevereiro | "Gone Not Around Any Longer" (있다 없으니까) | Sistar19                                                        | 187,239            |
| 23 de fevereiro | "Dream Girl"                                 | Shinee                                                          | 248,244            |
| 2 de março      | "Winter Love"                                | The One                                                         | 193,638            |
| 9 de março      | "Turtle" (거북이)                            | Davichi                                                         | 288,006            |
| 16 de março     | "Crescendo"                                  | Akdong Musician                                                 | 342,381            |
| 23 de março     | "Crescendo"                                  | Akdong Musician                                                 | 186,701            |
| 30 de março     | "Rose"                                       | Lee Hi                                                          | 215,413            |
| 6 de abril      | "Be Warmed" (녹는 중)                        | Davichi com participação de Verbal Jint                         | 341,514            |
| 13 de abril     | "Gentleman" †                                | Psy                                                             | 429,255            |
| 20 de abril     | "Gentleman" †                                | Psy                                                             | 443,517            |
| 27 de abril     | "Spring Spring Spring" (봄봄봄)              | Roy Kim                                                         | 432,569            |
| 4 de maio       | "Spring Spring Spring" (봄봄봄)              | Roy Kim                                                         | 229,637            |
| 11 de maio      | "Miss Korea" (미스코리아)                    | Lee Hyori                                                       | 421,775            |
| 18 de maio      | "What's Your Name?" (이름이 뭐에요?)         | 4Minute                                                         | 146,812            |
| 25 de maio      | "Bad Girls"                                  | Lee Hyori                                                       | 301,764            |
| 1 de junho      | "Will You Be Okay?" (괜찮겠니)               | Beast                                                           | 240,232            |
| 8 de junho      | "Short Hair" (짧은머리)                      | Jung Eun-ji & Huh Gak                                           | 245,110            |
| 15 de junho     | "Give It to Me"                              | Sistar                                                          | 393,672            |
| 22 de junho     | "Give It to Me"                              | Sistar                                                          | 243,641            |
| 29 de junho     | "My Love"                                    | Lee Seung Chul                                                  | 229,155            |
| 6 de julho      | "BAAAM"                                      | Dynamic Duo com participação de Muzie of UV                     | 363,272            |
| 13 de julho     | "Falling in Love"                            | 2NE1                                                            | 376,823            |
| 20 de julho     | "U&I"                                        | Ailee                                                           | 258,217            |
| 27 de julho     | "U&I"                                        | Ailee                                                           | 155,458            |
| 3 de agosto     | "Rum Pum Pum Pum" (첫 사랑니)                | f(x)                                                            | 328,098            |
| 10 de agosto    | "Story of Someone I Know" (아는사람 얘기)    | San E                                                           | 238,746            |
| 17 de agosto    | "That You’re Mine" (넌 내꺼라는걸)           | Huh Gak com participação de Swings                              | 211,602            |
| 24 de agosto    | "Attraction" (갖고놀래)                      | Bumkey com participação de Dynamic Duo                          | 219,705            |
| 31 de agosto    | "Touch Love" (터치 러브)                     | Yoon Mi Rae (Tasha)                                             | 294,409            |
| 7 de setembro   | "Who You?" (니가 뭔데)                       | G-Dragon                                                        | 347,616            |
| 14 de setembro  | "Stupid in Love" (착해 빠졌어)               | Soyou & Mad Clown                                               | 257,989            |
| 21 de setembro  | "Stupid in Love" (착해 빠졌어)               | Soyou & Mad Clown                                               | 195,738            |
| 28 de setembro  | "Love, at First" (처음엔 사랑이란게)         | Busker Busker                                                   | 576,292            |
| 5 de outubro    | "Love, at First" (처음엔 사랑이란게)         | Busker Busker                                                   | 209,242            |
| 12 de outubro   | "The Red Shoes" (분홍신)                     | IU                                                              | 437,461            |
| 19 de outubro   | "Everybody"                                  | Shinee                                                          | 198,409            |
| 26 de outubro   | "You Don't Know Love" (촌스럽게 왜 이래)     | K.Will                                                          | 264,070            |
| 2 de novembro   | "Now" (내일은 없어)                          | Trouble Maker                                                   | 338,631            |
| 9 de novembro   | "I Got C"                                    | Park Myeong Su & Primary (com participação de Gaeko)            | 480,088            |
| 16 de novembro  | "The Letter" (편지)                          | Davichi                                                         | 283,394            |
| 23 de novembro  | "Missing You" (그리워해요)                   | 2NE1                                                            | 269,288            |
| 30 de novembro  | "One Way Love" (너 밖에 몰라)                | Hyolyn                                                          | 233,151            |
| 7 de dezembro   | "Loved You" (이별남녀)                       | Seo In-guk & Zia                                                | 267,140            |
| 14 de dezembro  | "Winter Propose" (겨울 고백)                 | Sung Si-kyung, Park Hyo-shin, Seo In-guk, VIXX & Yeo Dong-saeng | 245,160            |
| 21 de dezembro  | "Dali, Van, Picasso"                         | Beenzino                                                        | 190,598            |
| 28 de dezembro  | "Friday" (금요일에 만나요)                   | IU                                                              | 212,949            |

## Histórico mensal
| Mês       | Canção                       | Artista(s)                        | Total de downloads – Streams | Posição de fim de ano | Ref    |
| --------- | ---------------------------- | --------------------------------- | ---------------------------- | --------------------- | ------ |
| Janeiro   | "I Got a Boy"                | Girls' Generation                 | 910,253 – 10,081,772         | 13                    | [ 4 ]  |
| Fevereiro | "Gone Not Around Any Longer" | Sistar19                          | 812,050 – 11,567,691         | 3                     | [ 5 ]  |
| Março     | "Turtle"                     | Davichi                           | 696,847 – 10,266,983         | 8                     | [ 6 ]  |
| Abril     | "Gentleman" †                | Psy                               | 1,072,017 – 14,019,290       | 1                     | [ 7 ]  |
| Maio      | "What's Your Name?"          | 4Minute                           | 685,405 – 14,537,525         | 6                     | [ 8 ]  |
| Junho     | "Give It to Me"              | Sistar                            | 812,688 – 11,365,529         | 9                     | [ 9 ]  |
| Julho     | "BAAAM"                      | Dynamic Duo featuring Muzie of UV | 726,183 – 13,299,779         | 49                    | [ 10 ] |
| Agosto    | "Story of Someone I Know"    | San E                             | 647,432 – 13,139,387         | 77                    | [ 11 ] |
| Setembro  | "Touch Love"                 | Yoon Mi Rae (Tasha)               | 606,655 – 15,555,639         | 47                    | [ 12 ] |
| Outubro   | "The Red Shoes"              | IU                                | 785,917 – 13,768,525         | 73                    | [ 13 ] |
| Novembro  | "Going To Try"               | Jung Hyung-don & G-Dragon         | 701,434 – 13,465,832         | -                     | [ 14 ] |
| Dezembro  | "Loved You"                  | Seo In-guk & Zia                  | 533,936 – 12,380,601         | -                     | [ 15 ] |